# 希尔伯特矩阵
在线性代数中，希尔伯特矩阵是一种系数都是單位分數的方块矩阵。具体来说一个希尔伯特矩阵H的第i横行第j纵列的系数是：
{\displaystyle H_{ij}={\frac {1}{i+j-1}}.}
举例来说，{\displaystyle 5\times 5}的希尔伯特矩阵就是：
{\displaystyle H_{5}={\begin{bmatrix}1&{\frac {1}{2}}&{\frac {1}{3}}&{\frac {1}{4}}&{\frac {1}{5}}\\[4pt]{\frac {1}{2}}&{\frac {1}{3}}&{\frac {1}{4}}&{\frac {1}{5}}&{\frac {1}{6}}\\[4pt]{\frac {1}{3}}&{\frac {1}{4}}&{\frac {1}{5}}&{\frac {1}{6}}&{\frac {1}{7}}\\[4pt]{\frac {1}{4}}&{\frac {1}{5}}&{\frac {1}{6}}&{\frac {1}{7}}&{\frac {1}{8}}\\[4pt]{\frac {1}{5}}&{\frac {1}{6}}&{\frac {1}{7}}&{\frac {1}{8}}&{\frac {1}{9}}\end{bmatrix}}.}

希尔伯特矩阵的系数也可以看作是以下积分：
{\displaystyle H_{ij}=\int _{0}^{1}x^{i+j-2}\,dx,}
也就是当向量是关于变量x 的各阶幂时关于积分范数{\displaystyle \mathbb {L} ^{1}}的格拉姆矩阵。
希尔伯特矩阵是低条件矩阵的典型例子。与希尔伯特矩阵的数值计算是十分困难的。举例来说，当范数为{\displaystyle l^{2}}矩阵范数时希尔伯特矩阵的条件数大约是{\displaystyle 4.8\times 10^{5}}，远大于1。

## 性质
希尔伯特矩阵是对称而正定的矩阵。希尔伯特矩阵也是全正定矩阵，也就是说它的每个子矩阵的行列式都是正数。
希尔伯特矩阵是汉克尔矩阵的一种。
希尔伯特矩阵的行列式可以被表达为闭形式，算是柯西行列式的一种。一个{\displaystyle n\times n}的希尔伯特矩阵的行列式可以表达为：
{\displaystyle \det(H)={{c_{n}^{\;4}} \over {c_{2n}}}}
其中
{\displaystyle c_{n}=\prod _{i=1}^{n-1}i^{n-i}=\prod _{i=1}^{n-1}i!}
希尔伯特在其著作中已经注意到希尔伯特矩阵的行列式也是一个单位分数，并且有明确的表达式：
{\displaystyle {1 \over \det(H)}={{c_{2n}} \over {c_{n}^{\;4}}}=n!\cdot \prod _{i=1}^{2n-1}{i \choose [i/2]}}
用关于阶乘的斯特灵公式，我们可以得到以下近似的结果：
{\displaystyle \det(H)=a_{n}\,n^{-1/4}(2\pi )^{n}\,4^{-n^{2}}}
其中当{\displaystyle n\rightarrow \infty } 的时候an 收敛于常数{\displaystyle e^{1/4}2^{1/12}A^{-3}\approx 0.6450}（其中的A是Glaisher-Kinkelin常数）。
用二项式系数，希尔伯特矩阵的逆矩阵也可以表示为闭形式。一个{\displaystyle n\times n}的希尔伯特矩阵的逆矩阵的系数为：
{\displaystyle (H^{-1})_{ij}=(-1)^{i+j}(i+j-1){n+i-1 \choose n-j}{n+j-1 \choose n-i}{i+j-2 \choose i-1}^{2}}
也就是说，希尔伯特矩阵的逆矩阵的系数都是整数。
当{\displaystyle n\rightarrow \infty } 的时候，{\displaystyle n\times n}的希尔伯特矩阵的条件数近似为{\displaystyle O((1+{\sqrt {2}})^{4n}/{\sqrt {n}})}。